# Lijst van spelers van KV Kortrijk
Deze lijst omvat voetballers die bij KV Kortrijk spelen of gespeeld hebben. De spelers zijn gerangschikt volgens alfabet. Wanneer een speler gehuurd werd staat dit aangeduid met een asterisk achter het desbetreffende jaartal.

## A
- Tim Aelbrecht (2004-2006)
- Thomas Ampe (2003-2006)

## B
- Marc Baecke (1986-1987)
- Salah Bakour (2007-2010)
- Istvan Bakx (2007-2009)
- Anthony Bartholome (2008-2010)
- Karim Belhocine (2008-2011)
- Leon Benko (2009-2010)
- Christian Benteke (2009-2010*)
- Dries Bernaert (2004-2005)
- Cédric Betremieux (2007-2008, 2009-2011)
- Gerald Beugnies (2007-2008)
- Foeke Booy (1988-1989)
- Mansour Boutabout (2008-2009)
- Remco Boere (1988-?)
- Denzel Budde (2017)
- Bertje Blije, nederlander uit Den Haag ?
- Luc Bourgeois

## C
- Giovanni Cacciatore (2005*)
- Daniel Calvo (2003-2009)
- Miguel Capilla (2005-2006)
- Brecht Capon (2009-2010*, 2010-2015)
- Mario Carević (2010-2013)
- Maxime Chanot (2013-2016)
- Pablo Chavarría (2011-2013*)
- Xavier Chen (2003-2007)
- Teddy Chevalier (2013-2015, 2017-2019, 2021- )
- Laurent Ciman (2009-2010*)
- Tim Claerhout (2005-2007)
- Rob Claeys (2007-2010)
- Michaël Clepkens (2013-2014)
- Elimane Coulibaly (2007-2009, 2013-2014*)
- Bob Cousin (2005-2006)
- Péter Czvitkovics (2011-2012)
- Claude Carbonelle

## D
- Davy De Beule (2009-2011)
- Frederik Declercq (2007-2008)
- Brecht Dejaegere (2010-2013)
- Bjorn Deloof (1993-1994)
- Bram De Ly (2006-2010)
- Patrick Deman (1984-1990)
- Albert De Lamper (1978-1985)
- Gertjan De Mets (2010-2011*, 2011-2014)
- Stéphane Demets (2004-2009)
- Andrey Demkin (1998-1999)
- Philippe Desmet (1989-1991)
- Stijn De Smet (2013-2018)
- Joris De Tollenaere (2001-2003)
- Michel De Wolf (1988-1990)
- Kévin Dupuis (2012-2014)
- Ducoulombier Rudy

## E
- Reiner Edelmann (1991-1992)
- Augustine Eguavoen (1994-1995)
- Chemcedine El Araichi (2010-2011)

## F
- Christopher Fernandez (2004-2005)
- Olivier Fontenette (2008-2009)

## G
- Hans Galjé (1986-1988)
- Cedric Garni (2001-2005)
- Nicolas Gezelle (2004-2008)
- Geoffrey Ghesquière (2011-2012)
- Patrick Goots (1990-1991)
- Adlène Guédioura (2008-2009)

## H
- Jimmy Hempte (2005-2006*, 2006-2010)
- Tomas Herman (2003-2005)
- Michaël Heylen (2013-2014)
- Dimitri Himpe (1991-1992)
- Wim Hofkens (1991-1992)
- Grégory Houzé (2001-2006)
- Horvath (keeper) , yougouslaaf

## I
- Ibou (2008-2011)

## J
- Anton Janssen (1989-1991)
- Ivica Jaraković (2002-2003, 2005-2007)
- Joao Elias (2003-2005)
- Dick Jol (1983)
- Éric Joly (1998-1999)
- Steeven Joseph-Monrose (2011-2012)

## K
- Jimmy Kamghain (2012-2014)
- Darren Keet (2011-2016)
- Salif Keïta (1998-1999*)
- Robert Klaasen (2013-2016)
- Blanstel Koussalouka (2012-2013)
- Cheikhou Kouyaté (2008-2009*)
- Hendrie Krüzen (1989-1991)
- Sven Kums (2008*, 2008-2011)

## L
- Damien Lahaye (2009-2010*, 2010-2011)
- Tristan Lahaye (2008-2009)
- Christian Landu-Tubi (2005-2007)
- Mladen Lazarević (2009-2010)
- Jessy Lebsir (2006-2008)
- Alexandre Lecomte (2001-2002)
- Stefan Leleu (1995-1999)
- Lemoine Dominique
- Luqman Hakim Shamsudin

## M
- Gregory Mahau (2013-2016)
- Mehdi Makhloufi (2004-2007)
- Baptiste Martin (2010-2014)
- Thomas Matton (2012-2015)
- Ilombe Mboyo (2010-2011)
- Stijn Meert (1997-1999)
- Xavier Mercier (2016-2017)
- Boualem Merrir (1998-2001)
- Kurt Mertens (1996-1998)
- Mohamed Messoudi (2009-2012)
- Dieter Meulenyzer (2011-2012)
- Stefan Mitrovic (2012-2013)
- Peter Mollez (2006-2009)
- Mbo Mpenza (1993-1996)
- Landry Mulemo (2011-2013)
- Émile Mpenza  (1993-1996)
- Eddy Mondy (1977-1979)

## N
- Ismaïla N'Diaye (2011-2014)
- Mahamed Habib N'Diaye (2007-2008*)
- Ernest Webnje Nfor (2007-2008*, 2011-2013)
- Harald Nickel (1976-1977)
- Aloys Nong (2004-2007)

## O
- Olivier Orlans (2005-2006)
- Mustapha Oussalah (2009-2014)

## P
- Nebojša Pavlović (2009-2017)
- Kevin Pecqueux (2004-2005*)
- Jan Peters (1981-1983)
- Branimir Petrovic (2013-2014)
- Rémi Pillot (2012-2016)
- Gerard Plessers (1989-1992)
- Vincent Provoost (2006-2008)
- William Prunier (1998-1999)

## Q
- Didier Quain

## R
- Dylan Ragolle (2011-2015)
- Benito Raman (2013-2014*)
- Loris Reina (2009-2011)
- Romain Reynaud (2012-2014)
- Claude-Arnaud Rivenet (2004)
- Jorgen Rogiers (2011-2013)
- Giuseppe Rossini (2010-2011)
- Diego Ruiz (2001-2002)

## S
- Ibrahim Salou (2004-2005)
- Ivan Santini (2013-2015)
- Stefan Šćepović (2011*)
- Jurica Siljanoski (1999-2000)
- Axel Smeets (1998-1999)
- Tom Soetaers (2009-2010)
- Lorenzo Staelens (1987-1989)
- Toni Šunjić (2010-2011*)
- Sklarski (vermoedelijk Liechtenstein)

## T
- Alassane També (2012-2015)
- Stefaan Tanghe (1992-1997)
- Nicolas Timmermans (2006-2008)
- Žarko Tomašević (2013-2016)
- Fred Tilmant (1989-1991)

## U
- Emir Ujkani (2006-2008)
- Baptiste Ulens (2013-2016)

## V
- Tom Vandenbossche (2009-2011)
- David Vandenbroeck (2009-2010*, 2011-2012*)
- Kris Van De Putte (2005-2006)
- Kurt Vandoorne (1994-1999, 2003-2007)
- Donald Van Durme (1990-1995)
- Hein Vanhaezebrouck (1985-1986)
- Kristof Van Hout (2007-2009, 2011-2012)
- Lars Veldwijk (2016-2017)
- Matthias Velghe (2002-2006)
- Glenn Verbauwhede (2008-2009*, 2009-2011*)
- Brecht Verbrugghe (2004-2010)
- Kenny Verhoene (2002-2003)
- Jo Vermast (2006-2007*, 2008-2010)
- Claude Verspaille (1981-1990, 1999-2000)
- Bas Vervaeke (2006-2008)
- Jonas Vervaeke (2011-2012)
- Dalibor Veselinović (2011-2012*)
- Aurelio Vidmar (1991-1992)
- Brecht Vierstraete (2007-2008)
- Wouter Vrancken (2010)
- Hannes Van der Bruggen (2017-2021)
- Johan Vermeersch, belg

## W
- David Wijns (2011-2013)
- William Xavier (2008-2009)

## Z
- Djamel Zidane (1980-1984)
- Ervin Zukanović (2011-2013)

RSC Anderlecht ·
Antwerp FC ·
Beerschot AC ·
Beerschot VA ·
KSK Beveren ·
Rupel Boom ·
Cercle Brugge · 
Club Brugge ·
KRC Genk ·
KAA Gent · 
KV Kortrijk ·
OH Leuven ·
Lierse SK ·
RFC de Liège ·
KSC Lokeren ·
Lommel SK ·
KV Mechelen ·
Royal Excel Moeskroen ·
RAEC Mons ·
KV Oostende ·
RFC Seraing ·
STVV ·
Sporting Charleroi ·
Standard Luik ·
AFC Tubize ·
Union SG ·
KVC Westerlo ·
SV Zulte Waregem